# ديمة يعقوب (بوزي)
ديمة يعقوب (بالفارسية: دیمه یعقوب) هي منطقة سكنية تقع في إيران في قسم بوزي الريفي. يقدر عدد سكانها بـ 336 نسمة بحسب إحصاء 2016.